# Ларс Мадсен
Ларс Йорген Мадсен (дан. Lars Jørgen Madsen; 19 липня 1871, Бельдрінге — 1 квітня 1925, Харрідслев) — данський стрілець, дворазовий чемпіон і призер Літніх Олімпійських ігор і триразовий чемпіон світу.

## Літні Олімпійські ігри 1900
На Літніх Олімпійських іграх 1900 в Парижі Мадсен взяв участь в змаганнях зі стрільби з гвинтівки. В одиночному змаганні він посів перше місце з 305 балами, тим самим виграв свою першу золоту медаль. В стрільбі з коліна зайняв 8-му позицію з 229 балами і лежачи 16-те місце з 301 балами. В стрільбі з трьох положень, в якій всі бали сумувались, він став 5-тим. В командному поєдинку його команда посіла 4-те місце.

## Літні Олімпійські ігри 1908
На іграх в Лондоні Мадсен взяв участь тільки в двох дисциплінах. Він посів 14-те місце в стрільбі з гвинтівки з трьох позицій і четверте місце в аналогічному змаганні серед команд. 

## Літні Олімпійські ігри 1912
На іграх в Стокгольмі в 1912 році Мадсен здобув дві медалі — срібну медаль в стрільбі з гвинтівки з трьох позицій на 300 метрів і бронзову в командному змаганні. Він також зайняв п'яте місце в командній стрільбі з малокаліберної гвинтівки, восьме місце в стрільбі з гвинтівки серед команд, а також 14-те місце в пістолетній дисципліні на відстані 50 метрів. 

## Літні Олімпійські ігри 1920
На іграх 1920 в Антверпені Мадсен взяв участь в 11 дисциплінах, в тім в п'яти командних. Він став чемпіоном в стрільбі з армійської гвинтівки серед команд стоячи на 300 метрів і отримав срібну медаль також і в індивідуальному змаганні. 

## Літні Олімпійські ігри 1924
На ще одних іграх в Парижі в 1924 рікроці Мадсен взяв участь в трьох змаганнях. Він став шостим в командній стрільбі з гвинтівки і 24-тим відразу в двох змаганнях - в стрільбі з гвинтівки лежачи на 50 метрів і на 600 метрів.

## Чемпіонати світу
Мадсен взяв участь на чемпіонатах світу з 1899 по 1924. Він отримав три золоті медалі, три срібні і сім бронзових.